# Furtivos
Furtivos es una película española estrenada en 1975. Dirigida y escrita por José Luis Borau, en colaboración con Manuel Gutiérrez Aragón, fue Concha de Oro a la mejor película en el Festival de Cine de San Sebastián.

## Argumento
Ángel (Ovidi Montllor) es un cazador furtivo que vive en un bosque con su madre Martina (Lola Gaos), una mujer de carácter tiránico y violento. En uno de sus escasos viajes a la ciudad, conoce a Milagros (Alicia Sánchez), joven huida de un reformatorio y amante de un conocido delincuente. Ángel la protege y la lleva a su casa. La animosidad de la madre hacia Milagros, así como la atracción que Ángel siente hacia ella, unido al aspecto claustrofóbico de las relaciones entre los personajes, desembocan en un drama.

## Comentarios
La exhibición de Furtivos estuvo tan condicionada por las autoridades franquistas que fue desestimada para los festivales de Cannes y Berlín. Fue mejor recibida en San Sebastián, punto de partida de su rotundo éxito de crítica y público. 
Con esta película, Ovidi Montllor, conocido primero como actor de teatro en las compañías de Núria Espert y Adrià Gual, y también como cantautor, inició una paralela y notable carrera como actor de cine. Se barajó el nombre del motociclista Ángel Nieto para el papel de Cuqui (el novio de Milagros) y la actriz Ángela Molina declinó su participación por exigencias de la productora que la tenía contratada.
El año del estreno tuvo una recaudación de 130.012.380 pesetas, y 1.665.765 de espectadores.
La película tiene una recaudación total de 1.575.025,54 €.

## Palmarés cinematográfico
- 31.ª edición de las Medallas del Círculo de Escritores Cinematográficos

| Categoría                 | Premiado                             | Resultado |
| ------------------------- | ------------------------------------ | --------- |
| Mejor película            | Furtivos                             | Ganadora  |
| Mejor director            | José Luis Borau                      | Ganador   |
| Mejor actriz protagonista | Lola Gaos                            | Ganadora  |
| Mejor guion               | J.L. Borau y Manuel Gutiérrez Aragón | Ganadores |

- Premios San Jorge

| Categoría                                 | Premiado  | Resultado |
| ----------------------------------------- | --------- | --------- |
| Mejor película española                   | Furtivos  | Ganadora  |
| Mejor interpretación en película española | Lola Gaos | Ganadora  |

- 23.ª edición del Festival de San Sebastián 

| Categoría                   | Premiado | Resultado |
| --------------------------- | -------- | --------- |
| Concha de Oro               | Furtivos | Ganadora  |
| Premio Perla del Cantábrico | Furtivos | Ganadora  |

- Fotogramas de Plata
  - Mejor intérprete de cine español (Lola Gaos)

- Festival Internacional de Cine de Cartagena de Indias
  - Mejor película
- Ranking de películas españolas con mayor número de espectadores de todos los tiempos[9]
  - Película 16
- Películas con mayor número de espectadores de todos los tiempos[10]
  - Película 109
- Furtivos fue la candidata española al Oscar[11]
- New York Post la consideró una de las diez mejores películas de 1978 estrenadas en Estados Unidos.[11]

## Rodaje
La película se rodó en diversos bosques como el Hayedo de Montejo, Montejo de la Sierra y en Rebollo, provincia de Segovia.